# Dzierżanowo (Maków)
Pour les articles homonymes, voir Dzierżanowo.
Dzierżanowo (prononciation : [d͡ʑerʐaˈnɔvɔ]) est un village polonais de la gmina de Szelków dans le powiat de Maków de la voïvodie de Mazovie dans le centre-est de la Pologne.
Il se situe à environ 11 kilomètres à l'ouest de Szelków (siège de la gmina), 8 kilomètres au sud de Maków Mazowiecki (siège du powiat) et à 65 kilomètres au nord de Varsovie (capitale de la Pologne).

## Histoire
De 1975 à 1998, le village appartenait administrativement à la voïvodie d'Ostrołęka.